# Acanthephyra chacei
Acanthephyra chacei är en kräftdjursart som beskrevs av Krygier och Forss 1981. Acanthephyra chacei ingår i släktet Acanthephyra och familjen Oplophoridae. Inga underarter finns listade i Catalogue of Life.